# Chruszczobród (przystanek kolejowy)
Chruszczobród – przystanek kolejowy w Chruszczobrodzie, województwie śląskim, w Polsce. Znajdują się tu 2 perony.

## Ruch pasażerski[1]
| Rok  | Wymiana pasażerska na dobę | Miejsce w Polsce |
| ---- | -------------------------- | ---------------- |
| 2017 | 100-149                    | bd.              |
| 2018 | 100-149                    | bd.              |
| 2019 | 100-149                    | 1023.            |
| 2020 | 100-149                    | 947.             |
| 2021 | 100-149                    | 1037.            |
| 2022 | 100-149                    | 1107.            |
| 2023 | 100-149                    | 1055.            |
| 2024 | 200-299                    | 1006.            |

## Połączenia
- Częstochowa
- Gliwice
- Katowice
- Zawiercie